# 庚午事変
庚午事変（こうごじへん）は、明治3年（1870年）に当時の徳島藩淡路洲本城下で洲本在住の蜂須賀家臣の武士が、筆頭家老稲田邦植の別邸や学問所などを一方的に襲った事件。稲田騒動（いなだそうどう）とも呼ばれる。
結果的に淡路島の帰属をめぐる重要な事件となり、この事件の影響で淡路島は再び徳島県から離れ、兵庫県に編入された。

## 経緯
徳島藩筆頭家老稲田家の祖稲田植元は、蜂須賀正勝(小六)と共に織豊政権に仕えていた。蜂須賀家政の阿波入府にあたって、植元を蜂須賀家の筆頭家老とし、脇城（後に廃城）を守らせた。蜂須賀至鎮の代に淡路を加増されると、稲田家は洲本城の城代に任じられた。稲田家は1万4千石を領し、家臣およそ3000人を擁していた。稲田家は徳島藩の家臣としては破格の待遇を受けてきたが、幕藩体制が進むにつれ、蜂須賀家と稲田家の関係は対等関係から主従関係へ変化し差別的な待遇をうけるようになった。このような経緯から、主家である徳島蜂須賀家との様々な確執が生じることとなった。
幕末期、徳島藩側が佐幕派であったのに対し稲田家側は尊王派であり、稲田家側の倒幕運動が活発化していくにつれ、徳島藩側との対立をさらに深めていくようになった。そして明治維新後、徳島藩の禄制改革により徳島蜂須賀家の家臣は士族とされたが、陪臣の稲田家家臣は卒族とされた（士族は禄（家禄）が与えられるが、陪臣は禄がない。事実上の失業である）。これに納得できない稲田家家臣は自分たちの士族編入を徳島藩に訴えたが、叶わないとみるや、今度は洲本を中心に淡路を徳島藩から独立させ、稲田氏を知藩事とする稲田藩（淡路洲本藩）を立藩することを目指す（そうすれば自分たちは士族になる）ようになり、明治政府にも独立を働きかけていくようになる。稲田家側は幕末時の活躍により、要求はすぐ認められると目論んでいた。
明治3年5月13日（1870年6月11日）、稲田家側のこうした一連の行動に怒った徳島藩側の一部過激派が、脇町の稲田屋敷に向けて進軍し、下浦村まで来たところへ「もし暴挙あらば蜂須賀家を取りつぶす」という新政府の命令が届き、やむなく徳島に戻った。一方、別の一団は洲本城下の稲田家とその家臣らの屋敷を襲撃した。稲田家側は自決2人、即死15人、重傷6人、軽傷14人、焼き払われた屋敷多数の被害を出した。

## 処分
政府は一部の過激派だけの単独暴動なのか、徳島藩庁が裏で過激派を煽動していたりはしなかったかを調査した。少なくとも洲本では意図的に緊急の措置を怠った疑いがある。そのような事実が少しでもあれば、徳島藩知事であった蜂須賀茂韶を容赦なく知藩事職から罷免するつもりであった。
当時の日本は版籍奉還後もかつての藩主が知藩事となっているだけで、旧体制と何ら変わらない状態だった。政府にとって、この問題は中央集権化を推進していく上で是非とも克服してゆかねばならなかった。だが下手な手の付け方をすれば、日本中に反政府の武装蜂起が起こりかねないため、慎重な対応を余儀なくされた。
結局、政府からの処分は、徳島藩側の主謀者小倉富三郎・新居水竹ら10人が斬首（後に藩主蜂須賀茂韶の嘆願陳情により切腹になった）。首謀者数名が徳島県徳島市住吉の蓮花寺（1丁目）にて切腹した。八丈島への終身流刑は27人、81人が禁固、謹慎など多数に至るに及んだ。なお、八丈島への流人船の中には伊豆大島波浮港に寄港した船があり、4人の徳島藩士（織田角右衛門、今田増之助、平瀬所兵衛、稲垣軍兵衛）がそのまま丁重に遇されたが、間もなくコレラと思われる病気で亡くなり、大島の妙見山墓地の一画に埋葬された。
知藩事の茂韶や参事らも謹慎処分を受け、徳島藩自体の取り潰しはなかったものの、洲本を含む津名郡（稲田氏知行地）は翌明治4年（1871年）5月に兵庫県に編入されている。
稲田家側に対しては、この事件を口実に北海道静内と色丹島の配地を与えるという名目で、兵庫県管轄の士族として移住開拓を命じ、彼らは荒野の広がる北の大地へと旅立っていった。この静内移住開拓については船山馨の小説『お登勢』や、池澤夏樹の小説『静かな大地』、映画『北の零年』でも描かれている。
明治初期に同地で生まれ育った作家・岩野泡鳴によると、稲田事件以来、藩主蜂須賀氏の直参派と稲田氏の城代派とは家来同士睨みあうところとなり、子供同士の交際ですら親たちは好まなかったという。直参派は城代派を一階級下の陪臣者として見下し、城代派は直参派を他国者として侮蔑しており、直参派の子孫である泡鳴も、その浜屋敷の大門を一歩出ると敵国の中にいるような気がして、小学校へ通うのもまるで敵の目を掠めていくようなものであったという。
庚午事変は淡路の帰属にも影響を与えたと考えられる。
- 明治4年7月14日（1871年8月29日） - 廃藩置県

津名郡の一部が兵庫県になっていたが、11月15日（12月26日） - 淡路島全島を名東県（阿波国・淡路国・讃岐国）に編入。
- 明治9年（1876年）8月21日 - 第2次府県統合。名東県より淡路島全域が兵庫県に移管される。

洲本市立淡路文化史料館では、「庚午事変」のコーナーが常設展示され、事件当時のことを綴った稲田家臣の手記などが展示されている。

### 切腹刑について
小倉富三郎・新居水竹らの死は、明治以降において行われた切腹刑の事例である。2年後の1872年（明治5年）11月4日に金沢藩執政（藩臣最高職）本多政均の暗殺に対する加賀本多家旧臣の敵討ち（明治の忠臣蔵と言われている）により、石川県刑獄寮の裁判で切腹の判決が下され切腹した旧臣12人（本多弥一、富田総、鏑木勝喜知、吉見亥三郎、矢野策平、西村熊、舟喜鉄外、浅井弘五郎、廣田嘉三郎、湯口藤九郎、芝木喜内、藤江松三郎）の切腹刑を最後に、死刑執行方法としての切腹は1873年（明治6年）に廃止された。

## 処罰を受けた主な人物
庚午事変における処罰を受けた主な人物は以下の通り。
| 切腹         | 終身流刑       | その他の主な処罰者     |
| ------------ | -------------- | ---------------------- |
| 新居水竹     | 上田甚五右衛門 | 海部閑六（終身流刑）   |
| 小倉富三郎   | 平瀬所兵衛     | 海部六郎（七年流刑）   |
| 大村純安     | 穂積問兵衛     | 小野又兵衛（終身禁固） |
| 平瀬伊右衛門 | 織田角右衛門   | 山田貢（終身禁固）     |
| 多田禎吾     | 小川金次郎     | 阿部興人（終身禁固）   |
| 南堅夫       |                | 柴秋邨（禁固三年）     |
| 三木寿三郎   |                |                        |
| 小川錦司     |                |                        |
| 瀧直太郎     |                |                        |
| 藤岡次郎太夫 |                |                        |